# Kalinowo (Kaliningrad, Nesterow)
Kalinowo (russisch Калиново, deutsch Alt Budupönen, 1938–1945 Altpreußenfelde) ist ein kleiner Ort in der russischen Oblast Kaliningrad. Er gehört zur kommunalen Selbstverwaltungseinheit Stadtkreis Nesterow im Rajon Nesterow. Zu Kalinowo gehört auch das ehemalige Neu Budupönen (1938–1945 Neupreußenfelde), das nach 1945 zunächst den russischen Namen Briketnoje hatte.

## Geographische Lage
Kalinowo liegt an der westlichen Grenze des Rajon Nesterow zwölf Kilometer von der Rajonhauptstadt Nesterow (Stallupönen/Ebenrode) entfernt. Im Südosten erstreckt sich der Bolschoi Torfjanoi Bugor (wörtlich "Großer Torfhügel", deutsch Packledimmer Moor, auch Teufelsmoor), und südwestlich entspringt die Rauschwe (russisch Tumannaja), die später bei Kutusowo (Schirwindt) in die Scheschuppe mündet. Durch den Ort führt die Kommunalstraße 27K-183, die bei Diwnoje (Bahnhof Trakehnen) von der Föderalstraße A229 abzweigt und über Furmanowka (Kattenau) nach  Nesterow führt. Diwnoje ist auch die nächste Bahnstation an der Bahnstrecke Kaliningrad–Tschernyschewskoje (Königsberg–Eydtkuhnen/Eydtkau).

## Geschichte
Alt Budupönen und Neu Budupönen waren einst Vorwerke des Guts Kattenau (heute ein Teil von Furmanowka). Am 3. Juni 1938, amtlich bestätigt am 16. Juli 1938, erhielt Alt Budupönen den Namen „Altpreußenfelde“ und Neu Budupönen den Namen „Neupreußenfelde“. Bis 1945 gehörten die beiden Orte zum Landkreis Stallupönen im Regierungsbezirk Gumbinnen der preußischen Provinz Ostpreußen.
Nach 1945 kam die Orte unter sowjetische Administration. Im Jahr 1947 erhielt Altpreußenfelde (als Alt Budupönen) den russischen Namen Kalinowo und im Jahr 1950 erhielt Neupreußenfelde (als Neu Budupönen) den russischen Namen Briketnoje. Dieser Name bezog sich offensichtlich auf das nahe gelegene Torfmoor. Beide Orte wurden dem Dorfsowjet Sawetinski selski Sowet im Rajon Nesterow zugeordnet. Vor 1975 wurde Briketnoje an Kalinowo angeschlossen. Von 2008 bis 2018 gehörte Kalinowo zur Landgemeinde Iljuschinskoje selskoje posselenije und seither zum Stadtkreis Nesterow.

## Kirche
Kirchlich gehörte die mehrheitlich evangelische Bevölkerung von Alt Budupönen/Altpreußenfelde und Neu Budupönen/Neupreußenfelde bis 1945 zum Kirchspiel Kattenau (russisch: Sawety). Sie gehörten zum Kirchenkreis Stallupönen (1938–1945 Ebenrode) innerhalb der Kirchenprovinz Ostpreußen der Kirche der Altpreußischen Union. Der letzte deutsche Geistliche war Pfarrer Klaus Wegner.
Die nächste evangelische Gemeinde heute ist die im zehn Kilometer weiter südlich gelegenen Jasnaja Poljana (Groß Trakehnen), die zur Propstei Kaliningrad innerhalb der Evangelisch-Lutherischen Kirche Europäisches Russland (ELKER) gehört. Das zuständige Pfarramt ist das der Salzburger Kirche in Gussew (Gumbinnen).